# Biston strataria
Biston strataria је врста ноћног лептира (мољца) из породице земљомерки (лат. Geometridae).

## Распрострањење и станиште
Врста је распрострањена од Марока, широм Европе до умерених подручја Азије. Насељава шумска станишта, али и ливаде у близини обода шума, субурбана подручја, паркове и баште.

## Биљка хранитељка
Попут друге врсте из рода, Biston betularia, гусенице се хране полифагно лишћм листопадног дрвећа попут храста (лат. Quercus spp.), врбе (лат. Salix spp.) и биљака из рода Prunus.

## Опис

### Животни циклус
У пролећним месецима, из јаја еклодирају гусенице које се пресвлаче четири пута и могуће их је срести до јула. Гусенице имитирају гранчице, како мрко сиво бојом и криптичним маркацијама тако и самом текстуром интегумента и положајем који заузимају.Изузетно су ригидне, и за гусенице земљомерке изузетно крупнe. Главена капсуле је по средини усечена. 

### Одрасле јединке
Адулти лете од раног пролећа, ноћни су летачи и привлачи их светлост. Преко дана одмарају на кори дрвећа. Предња крила су маркирана криптичним обрасцем и распон им је до 60 милиметара. Мужјаци имају веома раскошне антене.